# Demantshringurinn
Der Demantshringurinn (sinngemäß diamantener Ring oder diamantene Rundfahrt) beschreibt eine Reiseroute im Nordosten von Island. Ausländischen Touristen ist sie meist unter der englischen Bezeichnung The Diamond Circle bekannt.
Im Gegensatz zum beliebten Gullni hringurinn (The Golden Circle) ist diese Route weniger bekannt.
Aufgrund der Lage und der Entfernung zur Hauptstadt Reykjavík ist dieser Kreis weniger touristisch.
Individualreisende, die eine komplette Rundreise auf der Ringstraße Islands unternehmen, planen diese sehenswerte Route gerne mit ein.
Die Rundfahrt mit dem Auto dauert ungefähr vier Stunden reine Fahrzeit und ist ca. 260 Kilometer lang.
Je nach Aufenthaltsdauer bei den einzelnen Sehenswürdigkeiten des Demantshringurinns ist man insgesamt acht bis zehn Stunden unterwegs.
Optimal für eine Tagestour von der Ringstraße oder von der nächsten größeren Stadt Akureyri.
Am 6. September 2020 wurde der Demantshringur förmlich eröffnet.

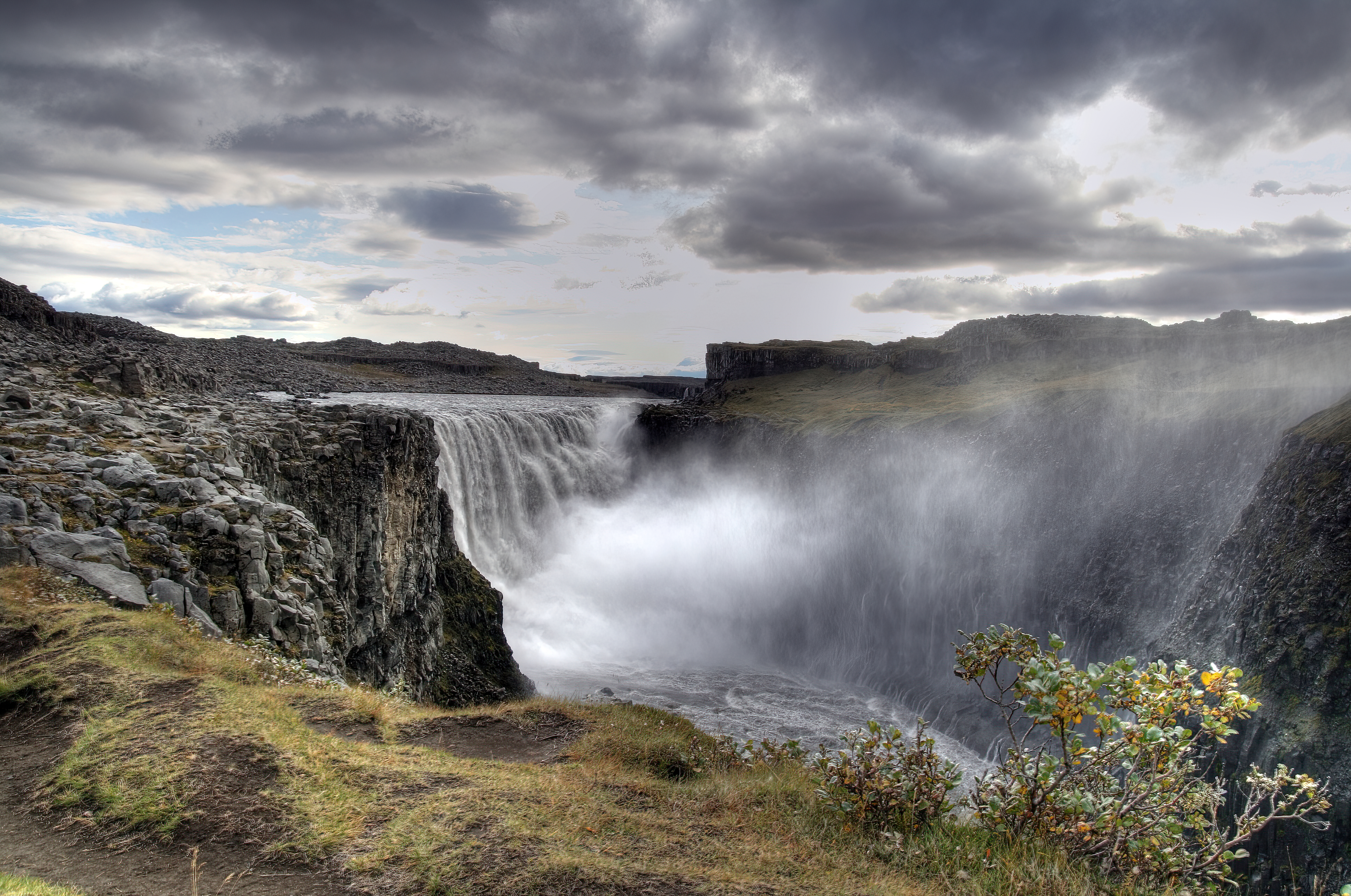
Dettifoss

Zu den bekanntesten Sehenswürdigkeiten auf dem Demantshringurinn zählen:
- das Geothermalbad Mývatn Nature Baths und der See Mývatn,
- die heißen Quellen Hverarönd am Fuße des Vulkans Námafjall in Mývatn,
- der Dettifoss – der mächtigste Wasserfall Islands,
- die hufeisenförmige Schlucht Ásbyrgi,
- die Halbinsel Tjörnes,
- die Hafenstadt Húsavík, bekannt für ihre Whale Watching Touren,
- der Wasserfall Goðafoss.

Die Diamond Circle Society ist eine Non-Profit-Organisation, die zur Förderung und zum Schutz des Demantshringurinns und der umliegenden Gebiete in Nord-Island arbeitet.